# 개벽 (철학)
개벽(開闢)은 천도교, 증산도, 원불교 등 한국의 민속종교에서 나타나는 개념으로 새로운 세상이 올 것이라는 믿음이다.  따라서 우주의 시간을 선천개벽과 후천개벽으로 나누며, 내세적 천국이 아닌 현세적 천국에 대한 믿음이기 때문에, 혁명적인 성격을 띈다.

## 같이 보기
- 우주년(영어판) - '우주 1년 = 지구 129600년'
  - 소옹 - 우주년을 발견한 송나라의 사상가
- 생장염장(生長殮藏)